# بشنتسه
بشنتسه (به مجاری:  Besence) یک شهرداری در مجارستان است که در ناحیه شیه واقع شده‌است. بشنتسه ۹٫۵۸ کیلومتر مربع مساحت و ۱۵۳ نفر جمعیت دارد.